# 프레베자

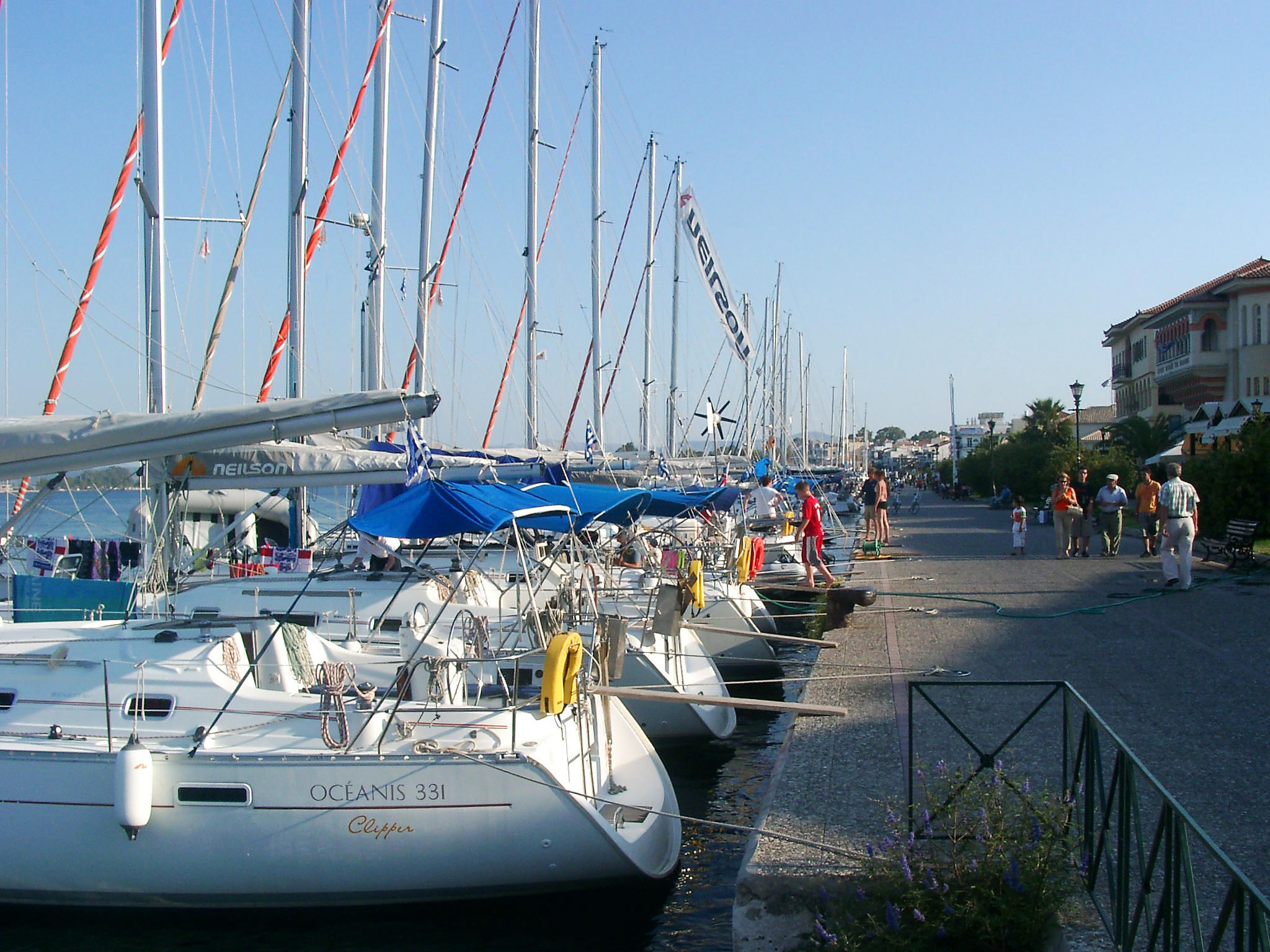
프레베자에 있는 산책로와 선착장

프레베자(그리스어: Πρέβεζα, Preveza)는 그리스 북서부에 위치한 도시로, 이피로스 주에 속하는 현인 프레베자 현의 현청 소재지이며 면적은 66.8km2, 높이는 8m, 인구는 19,605명(2001년 기준), 인구 밀도는 293명/km2이다.
1538년 9월 29일 프레베자 해전이 일어난 곳으로 유명하며 제2차 세계 대전 당시 이탈리아 왕국(1941년 ~ 1943년)과 나치 독일(1943년 ~ 1944년)에 점령된 적이 있다.

## 같이 보기
- 악티움 해전
- 프레베자 해전